# Liste von ISS-Einrichtungen
Dies ist eine Liste von Einrichtungen der Internationalen Raumstation (englisch International Space Station, kurz ISS; russisch Международная косми́ческая ста́нция, kurz МКС).
| Russisch  | Russisch                                                                                | Englisch  | Englisch                                                                | Kurzbeschreibung                                |
| Abkürzung | Einrichtung                                                                             | Abkürzung | Einrichtung                                                             | Kurzbeschreibung                                |
| --------- | --------------------------------------------------------------------------------------- | --------- | ----------------------------------------------------------------------- | ----------------------------------------------- |
|           |                                                                                         | ADF       | Avian Development Facility                                              |                                                 |
| АПСС      | Андрогинная Периферийная Система Стыковки (Androginnaya Periferiynaya Sistema Stykovki) | APAS      | Androgynous Peripheral Attach System                                    | Russische Koppelungstechnologie                 |
|           |                                                                                         | ATV       | Automated Transfer Vehicle                                              |                                                 |
|           |                                                                                         | BXF       | Boiling Experiment Facility                                             |                                                 |
|           |                                                                                         | CBM       | Common Berthing Mechanism                                               | Amerikanische Koppelungstechnologie             |
|           |                                                                                         | CETA      | Crew and Equipment Translation Aid                                      | Transportkarren                                 |
|           |                                                                                         | CIR       | Combustion Integrated Rack                                              |                                                 |
| СО        | Стыковочный Отсек                                                                       | DC        | Docking Compartment, siehe Pirs                                         |                                                 |
| СГМ       | Стыковочно-грузовой модуль                                                              | DCM       | Docking Cargo Module, siehe Rasswet                                     |                                                 |
|           |                                                                                         | EF        | Exposed Facility, siehe Kibō                                            |                                                 |
|           |                                                                                         | ELC       | EXPRESS Logistics Carrier                                               |                                                 |
|           |                                                                                         | ELM       | Experiment Logistics Module, siehe Kibō                                 |                                                 |
|           |                                                                                         | EPM       | European Physiology Modules                                             |                                                 |
|           |                                                                                         | ERA       | European Robotic Arm                                                    |                                                 |
|           |                                                                                         | ESA       | European Space Agency                                                   |                                                 |
|           |                                                                                         | ESP       | External Stowage Platform                                               |                                                 |
|           |                                                                                         | EXPRESS   | EXpedite the PRocessing of Experiments to the Space Station             |                                                 |
|           |                                                                                         | FGB       | Functional Cargo Block                                                  |                                                 |
|           |                                                                                         | GLACIER   | General Laboratory Active Cryogenic ISS Equipment Refrigerator          |                                                 |
|           |                                                                                         | HRF       | Human Research Facility                                                 |                                                 |
|           |                                                                                         | HRS       | Heat Rejection System                                                   |                                                 |
|           |                                                                                         | HTV       | H-2 Transfer Vehicle                                                    |                                                 |
|           |                                                                                         | ITS       | Integrated Truss Structure                                              |                                                 |
|           |                                                                                         | JEM       | Japanese Experiment Module                                              |                                                 |
|           |                                                                                         | LMM       | Light Microscopy Module                                                 |                                                 |
|           |                                                                                         | MERLIN    | Microgravity Experiment Research Locker/Incubator                       |                                                 |
| MLM       | Многоцелевой лабораторный модуль                                                        | MLM       | Multipurpose Laboratory Module, siehe Nauka                             |                                                 |
|           |                                                                                         | MOBIAS    | Multiple Orbital Bioreactor with Instrumentation and Automated Sampling |                                                 |
| ММС       | Многоцелевой модуль материально-технического снабжения                                  | MPLM      | Multi-Purpose Logistics Module                                          |                                                 |
| МИМ-1     | Малый исследовательский модуль-1                                                        | MRM1      | Mini-Research Module 1, siehe Rasswet                                   |                                                 |
| МИМ-2     | Малый исследовательский модуль-2                                                        | MRM2      | Mini-Research Module 2, siehe Poisk                                     |                                                 |
|           |                                                                                         | MSG       | Microgravity Science Glovebox                                           |                                                 |
|           |                                                                                         | MSL       | Materials Science Laboratory                                            |                                                 |
|           |                                                                                         | MSS       | Mobile Servicing System                                                 |                                                 |
|           |                                                                                         | MWA       | Maintenance Work Area                                                   |                                                 |
|           |                                                                                         | NASA      | National Aeronautics and Space Administration                           |                                                 |
|           |                                                                                         | ORU       | Orbital Replacement Unit                                                |                                                 |
|           |                                                                                         | OTCM      | Orbital Tool Changeout Mechanism                                        |                                                 |
|           |                                                                                         | P         | Portside                                                                | Backbord, Richtung auf der Gitterstruktur       |
|           |                                                                                         | PMA       | Pressurized Mating Adapter                                              |                                                 |
|           |                                                                                         | PVR       | Photovoltaic Radiator                                                   |                                                 |
|           |                                                                                         | S         | Starboard                                                               | Steuerbord, Richtung auf der Gitterstruktur     |
|           |                                                                                         | SARJ      | Solar Alpha Rotary Joint                                                | Drehgelenk für die Solarflächen                 |
|           |                                                                                         | SPDM      | Special Purpose Dexterous Manipulator                                   |                                                 |
|           |                                                                                         | SSPTS     | Station-to-Shuttle Power Transfer System                                | Stromversorgung für angekoppelte Space Shuttles |
|           |                                                                                         | STS       | Space Transportation System                                             | Space Shuttle Transportsystem                   |
| TMA       | Транспортный Модифицированный Антропометрическая                                        |           |                                                                         |                                                 |